# 모질라 지역화
모질라 지역화는 모질라 제품의 지역화를 뜻한다. 이는 일반적으로 제품이 특정언어로 번역된 것과 언어 또는 지역 고유의 기능이 추가되는 것 모두를 수반한다.
지역화는 보통 자원봉사 팀들이 수행한다.

## 모질라 파이어 폭스
모질라 파이어폭스는 현재까지 가장 많이 지역화된 크로스 플랫폼 웹 브라우저이다. 첫번째 공식 출시는 2004년 11월에 있었고 영국 영어/미국 영어, 반도 스페인어, 중국어, 정체자 간체자를 포함하여 28가지의 다른 지역에서 사용할 수 있다. 파이어폭스4는 처음에 80개 이상의 지역에 제공 되었고 6개의 아프리카 언어를 포함한 10개의 새로운 지역에 소개 되었다.
다음 표는 각 버전의 파이어폭스와 마이크로소프트 윈도우 운영 체제에 대한 자료를 제공하고 각 버전의 끝에서 사용할 수 있는 모든 지역 목록이다.
| Locale                  | 1.0 2004 | 1.5 2005 | 2.0 2006 | 3.0 2008 | 3.5 2009 | 3.6 2010 | 4.0 2011 | 5.0-9.0 2011 | 10.0 2012 | 11.0-12.0 2012 | 13.0 2012 | 14.0-15.0 2012 | 16.0-23.0 2012-2013 |
| ----------------------- | -------- | -------- | -------- | -------- | -------- | -------- | -------- | ------------ | --------- | -------------- | --------- | -------------- | ------------------- |
| 아촐리어                | 아니요   | 아니요   | 아니요   | 아니요   | 아니요   | 아니요   | 아니요   | 아니요       | 아니요    | 아니요         | 아니요    | 아니요         | 예                  |
| 아프리칸스어            | 아니요   | 아니요   | 예       | 예       | 예       | 예       | 예       | 예           | 예        | 예             | 예        | 예             | 예                  |
| 아칸어                  | 아니요   | 아니요   | 아니요   | 아니요   | 아니요   | 아니요   | 예       | 예           | 예        | 예             | 예        | 예             | 예                  |
| 알바니아어              | 아니요   | 아니요   | 아니요   | 예       | 예       | 예       | 예       | 예           | 예        | 예             | 예        | 예             | 예                  |
| 표준 아랍어             | 아니요   | 예       | 예       | 예       | 예       | 예       | 예       | 예           | 예        | 예             | 예        | 예             | 예                  |
| 아르메니아어            | 아니요   | 아니요   | 아니요   | 아니요   | 아니요   | 아니요   | 예       | 예           | 예        | 예             | 예        | 예             | 예                  |
| 아삼어                  | 아니요   | 아니요   | 아니요   | 아니요   | 예       | 예       | 아니요   | 아니요       | 예        | 예             | 예        | 예             | 예                  |
| 아스투리아스어          | 예       | 예       | 아니요   | 아니요   | 아니요   | 예       | 예       | 예           | 예        | 예             | 예        | 예             | 예                  |
| 바스크어                | 아니요   | 예       | 예       | 예       | 예       | 예       | 예       | 예           | 예        | 예             | 예        | 예             | 예                  |
| 벨라루스어              | 아니요   | 아니요   | 예       | 예       | 예       | 예       | 예       | 예           | 예        | 예             | 예        | 예             | 예                  |
| 벵골어 (방글라데시)     | 아니요   | 아니요   | 아니요   | 아니요   | 예       | 예       | 예       | 예           | 예        | 예             | 예        | 예             | 예                  |
| 벵골어 (인도)           | 아니요   | 아니요   | 아니요   | 예       | 예       | 예       | 예       | 예           | 예        | 예             | 예        | 예             | 예                  |
| 보스니아어              | 아니요   | 아니요   | 아니요   | 아니요   | 아니요   | 아니요   | 예       | 예           | 예        | 예             | 예        | 예             | 예                  |
| 브르타뉴어              | 아니요   | 아니요   | 아니요   | 아니요   | 아니요   | 아니요   | 예       | 예           | 예        | 예             | 예        | 예             | 예                  |
| 불가리아어              | 아니요   | 예       | 예       | 예       | 예       | 예       | 예       | 예           | 예        | 예             | 예        | 예             | 예                  |
| 카탈루냐어              | 예       | 예       | 예       | 예       | 예       | 예       | 예       | 예           | 예        | 예             | 예        | 예             | 예                  |
| 중국어 (간체자)         | 예       | 예       | 예       | 예       | 예       | 예       | 예       | 예           | 예        | 예             | 예        | 예             | 예                  |
| 중국어 (번체자)         | 예       | 예       | 예       | 예       | 예       | 예       | 예       | 예           | 예        | 예             | 예        | 예             | 예                  |
| 크로아티아어            | 아니요   | 아니요   | 아니요   | 아니요   | 예       | 예       | 예       | 예           | 예        | 예             | 예        | 예             | 예                  |
| 체코어                  | 예       | 예       | 예       | 예       | 예       | 예       | 예       | 예           | 예        | 예             | 예        | 예             | 예                  |
| 덴마크어                | 예       | 예       | 예       | 예       | 예       | 예       | 예       | 예           | 예        | 예             | 예        | 예             | 예                  |
| 네덜란드어              | 예       | 예       | 예       | 예       | 예       | 예       | 예       | 예           | 예        | 예             | 예        | 예             | 예                  |
| 영어 (영국)             | 예       | 예       | 예       | 예       | 예       | 예       | 예       | 예           | 예        | 예             | 예        | 예             | 예                  |
| 영어 (미국)             | 예       | 예       | 예       | 예       | 예       | 예       | 예       | 예           | 예        | 예             | 예        | 예             | 예                  |
| 영어 (남아공)           | 아니요   | 아니요   | 아니요   | 아니요   | 아니요   | 아니요   | 예       | 예           | 예        | 예             | 예        | 예             | 예                  |
| 에스페란토              | 아니요   | 아니요   | 아니요   | 아니요   | 예       | 예       | 예       | 예           | 예        | 예             | 예        | 예             | 예                  |
| 에스토니아어            | 아니요   | 아니요   | 아니요   | 아니요   | 예       | 예       | 예       | 예           | 예        | 예             | 예        | 예             | 예                  |
| 페르시아어              | 아니요   | 아니요   | 아니요   | 아니요   | 예       | 예       | 예       | 예           | 예        | 예             | 예        | 예             | 예                  |
| 핀란드어                | 예       | 예       | 예       | 예       | 예       | 예       | 예       | 예           | 예        | 예             | 예        | 예             | 예                  |
| 프랑스어                | 예       | 예       | 예       | 예       | 예       | 예       | 예       | 예           | 예        | 예             | 예        | 예             | 예                  |
| 서프리슬란트어          | 아니요   | 예       | 예       | 예       | 예       | 예       | 예       | 예           | 예        | 예             | 예        | 예             | 예                  |
| 풀라어                  | 아니요   | 아니요   | 아니요   | 아니요   | 아니요   | 아니요   | 아니요   | 아니요       | 아니요    | 아니요         | 아니요    | 예             | 예                  |
| 갈리시아어              | 아니요   | 아니요   | 아니요   | 예       | 예       | 예       | 예       | 예           | 예        | 예             | 예        | 예             | 예                  |
| 조지아어                | 아니요   | 아니요   | 예       | 예       | 예       | 예       | 아니요   | 아니요       | 아니요    | 아니요         | 아니요    | 아니요         | 아니요              |
| 독일어                  | 예       | 예       | 예       | 예       | 예       | 예       | 예       | 예           | 예        | 예             | 예        | 예             | 예                  |
| 그리스어                | 예       | 예       | 예       | 예       | 예       | 예       | 예       | 예           | 예        | 예             | 예        | 예             | 예                  |
| 구자라트어              | 아니요   | 예       | 예       | 예       | 예       | 예       | 예       | 예           | 예        | 예             | 예        | 예             | 예                  |
| 히브리어                | 예       | 예       | 예       | 예       | 예       | 예       | 예       | 예           | 예        | 예             | 예        | 예             | 예                  |
| 힌디어                  | 아니요   | 아니요   | 아니요   | 예       | 예       | 예       | 예       | 예           | 예        | 예             | 예        | 예             | 예                  |
| 헝가리어                | 예       | 예       | 예       | 예       | 예       | 예       | 예       | 예           | 예        | 예             | 예        | 예             | 예                  |
| 아이슬란드어            | 아니요   | 아니요   | 아니요   | 예       | 예       | 예       | 예       | 예           | 예        | 예             | 예        | 예             | 예                  |
| 인도네시아어            | 아니요   | 아니요   | 아니요   | 예       | 예       | 예       | 예       | 예           | 예        | 예             | 예        | 예             | 예                  |
| 아일랜드어              | 아니요   | 예       | 예       | 예       | 예       | 예       | 예       | 예           | 예        | 예             | 예        | 예             | 예                  |
| 이탈리아어              | 예       | 예       | 예       | 예       | 예       | 예       | 예       | 예           | 예        | 예             | 예        | 예             | 예                  |
| 일본어                  | 예       | 예       | 예       | 예       | 예       | 예       | 예       | 예           | 예        | 예             | 예        | 예             | 예                  |
| 칸나다어                | 아니요   | 아니요   | 아니요   | 예       | 예       | 예       | 예       | 예           | 예        | 예             | 예        | 예             | 예                  |
| 카슈브어                | 아니요   | 아니요   | 아니요   | 아니요   | 아니요   | 아니요   | 아니요   | 아니요       | 예        | 예             | 예        | 예             | 예                  |
| 크메르어                | 아니요   | 아니요   | 아니요   | 아니요   | 아니요   | 아니요   | 아니요   | 아니요       | 아니요    | 아니요         | 예        | 예             | 예                  |
| 카자흐어                | 아니요   | 아니요   | 아니요   | 아니요   | 예       | 예       | 예       | 예           | 예        | 예             | 예        | 예             | 예                  |
| 한국어                  | 예       | 예       | 예       | 예       | 예       | 예       | 예       | 예           | 예        | 예             | 예        | 예             | 예                  |
| 쿠르드어                | 아니요   | 아니요   | 아니요   | 예       | 예       | 예       | 예       | 예           | 예        | 예             | 예        | 예             | 예                  |
| 라트비아어              | 아니요   | 아니요   | 아니요   | 예       | 예       | 예       | 예       | 예           | 예        | 예             | 예        | 예             | 예                  |
| 리구리아어              | 아니요   | 아니요   | 아니요   | 아니요   | 아니요   | 아니요   | 아니요   | 아니요       | 아니요    | 예             | 예        | 예             | 예                  |
| 리투아니아어            | 아니요   | 예       | 예       | 예       | 예       | 예       | 예       | 예           | 예        | 예             | 예        | 예             | 예                  |
| 루간다어 (간다)         | 아니요   | 아니요   | 아니요   | 아니요   | 아니요   | 아니요   | 예       | 예           | 예        | 예             | 예        | 예             | 예                  |
| 마케도니아어            | 아니요   | 예       | 예       | 예       | 예       | 예       | 예       | 예           | 예        | 예             | 예        | 예             | 예                  |
| 마이틸리어              | 아니요   | 아니요   | 아니요   | 아니요   | 아니요   | 아니요   | 예       | 예           | 예        | 예             | 예        | 예             | 예                  |
| 말라얄람어              | 아니요   | 아니요   | 아니요   | 아니요   | 예       | 예       | 예       | 예           | 예        | 예             | 예        | 예             | 예                  |
| 마라티어                | 아니요   | 아니요   | 아니요   | 아니요   | 예       | 예       | 예       | 예           | 예        | 예             | 예        | 예             | 예                  |
| 몽골어                  | 아니요   | 아니요   | 예       | 예       | 예       | 아니요   | 아니요   | 아니요       | 아니요    | 아니요         | 아니요    | 아니요         | 아니요              |
| 노르웨이어 (보크몰)     | 예       | 예       | 예       | 예       | 예       | 예       | 예       | 예           | 예        | 예             | 예        | 예             | 예                  |
| 노르웨이어 (뉘노르스크) | 아니요   | 아니요   | 예       | 예       | 예       | 예       | 예       | 예           | 예        | 예             | 예        | 예             | 예                  |
| 오크어                  | 아니요   | 아니요   | 아니요   | 예       | 예       | 예       | 아니요   | 아니요       | 아니요    | 아니요         | 아니요    | 아니요         | 아니요              |
| 오리야어                | 아니요   | 아니요   | 아니요   | 아니요   | 예       | 예       | 예       | 예           | 예        | 예             | 예        | 예             | 예                  |
| 폴란드어                | 예       | 예       | 예       | 예       | 예       | 예       | 예       | 예           | 예        | 예             | 예        | 예             | 예                  |
| 포르투갈어 (브라질)     | 예       | 예       | 예       | 예       | 예       | 예       | 예       | 예           | 예        | 예             | 예        | 예             | 예                  |
| 포르투갈어 (유럽)       | 아니요   | 아니요   | 예       | 예       | 예       | 예       | 예       | 예           | 예        | 예             | 예        | 예             | 예                  |
| 펀자브어                | 아니요   | 예       | 예       | 예       | 예       | 예       | 예       | 예           | 예        | 예             | 예        | 예             | 예                  |
| 루마니아어              | 예       | 예       | 예       | 예       | 예       | 예       | 예       | 예           | 예        | 예             | 예        | 예             | 예                  |
| 로만슈어                | 아니요   | 아니요   | 아니요   | 아니요   | 예       | 예       | 예       | 예           | 예        | 예             | 예        | 예             | 예                  |
| 러시아어                | 예       | 예       | 예       | 예       | 예       | 예       | 예       | 예           | 예        | 예             | 예        | 예             | 예                  |
| 스코틀랜드 게일어       | 아니요   | 아니요   | 아니요   | 아니요   | 아니요   | 예       | 예       | 예           | 예        | 예             | 예        | 예             | 예                  |
| 세르비아어              | 아니요   | 아니요   | 아니요   | 예       | 예       | 예       | 아니요   | 예           | 예        | 예             | 예        | 예             | 예                  |
| 싱할라어                | 아니요   | 아니요   | 아니요   | 예       | 예       | 예       | 예       | 예           | 예        | 예             | 예        | 예             | 예                  |
| 슬로바키아어            | 아니요   | 예       | 예       | 예       | 예       | 예       | 예       | 예           | 예        | 예             | 예        | 예             | 예                  |
| 슬로베니아어            | 예       | 예       | 예       | 예       | 예       | 예       | 예       | 예           | 예        | 예             | 예        | 예             | 예                  |
| 송가이어                | 아니요   | 아니요   | 아니요   | 아니요   | 아니요   | 아니요   | 예       | 예           | 예        | 예             | 예        | 예             | 예                  |
| 북소토어                | 아니요   | 아니요   | 아니요   | 아니요   | 아니요   | 아니요   | 예       | 예           | 예        | 예             | 예        | 예             | 예                  |
| 스페인어 (아르헨티나)   | 예       | 예       | 예       | 예       | 예       | 예       | 예       | 예           | 예        | 예             | 예        | 예             | 예                  |
| 스페인어 (칠레)         | 아니요   | 아니요   | 아니요   | 아니요   | 예       | 예       | 예       | 예           | 예        | 예             | 예        | 예             | 예                  |
| 스페인어 (멕시코)       | 아니요   | 아니요   | 아니요   | 아니요   | 예       | 예       | 예       | 예           | 예        | 예             | 예        | 예             | 예                  |
| 스페인어 (스페인)       | 예       | 예       | 예       | 예       | 예       | 예       | 예       | 예           | 예        | 예             | 예        | 예             | 예                  |
| 스웨덴어                | 예       | 예       | 예       | 예       | 예       | 예       | 예       | 예           | 예        | 예             | 예        | 예             | 예                  |
| 타밀어                  | 아니요   | 아니요   | 아니요   | 아니요   | 예       | 예       | 예       | 예           | 예        | 예             | 예        | 예             | 예                  |
| 타밀어 (스리랑카)       | 아니요   | 아니요   | 아니요   | 아니요   | 예       | 예       | 예       | 예           | 예        | 예             | 예        | 예             | 예                  |
| 텔루구어                | 아니요   | 아니요   | 아니요   | 예       | 예       | 예       | 예       | 예           | 예        | 예             | 예        | 예             | 예                  |
| 태국어                  | 아니요   | 아니요   | 아니요   | 예       | 예       | 예       | 예       | 예           | 예        | 예             | 예        | 예             | 예                  |
| 튀르키예어              | 예       | 예       | 예       | 예       | 예       | 예       | 예       | 예           | 예        | 예             | 예        | 예             | 예                  |
| 우크라이나어            | 아니요   | 아니요   | 아니요   | 예       | 예       | 예       | 예       | 예           | 예        | 예             | 예        | 예             | 예                  |
| 베트남어                | 아니요   | 아니요   | 아니요   | 아니요   | 예       | 예       | 예       | 예           | 예        | 예             | 예        | 예             | 예                  |
| 웨일즈어                | 아니요   | 아니요   | 아니요   | 예       | 예       | 예       | 예       | 예           | 예        | 예             | 예        | 예             | 예                  |
| 줄루어                  | 아니요   | 아니요   | 아니요   | 아니요   | 아니요   | 아니요   | 예       | 예           | 예        | 예             | 예        | 예             | 예                  |
| 전체                    | 28       | 38       | 43       | 59       | 75       | 76       | 82       | 83           | 85        | 86             | 87        | 88             | 89                  |

## 모질라 선더버드
모질라 선더버드, 전자메일 응용 프로그램, 다소 적은 지역화된 버전을 가지고 있다. 초기 릴리즈는 영어로 했지만 그 이후 45개의 언어 그리고 47개의 지역에 출시되었다.
| Locale                  | 1.0 2004 | 1.5 2006 | 2.0 2007 | 3.0 2009 | 3.1 2010 | 3.1-11.0 2011 | (current) 2012 |
| ----------------------- | -------- | -------- | -------- | -------- | -------- | ------------- | -------------- |
| 아프리칸스어            | 아니요   | 아니요   | 아니요   | 예       | 예       | 아니요        | 아니요         |
| 알바니아어              | 아니요   | 아니요   | 아니요   | 예       | 예       | 예            | 예             |
| 표준 아랍어             | 아니요   | 아니요   | 아니요   | 예       | 예       | 예            | 예             |
| 아르메니아어            | 아니요   | 아니요   | 아니요   | 아니요   | 아니요   | 아니요        | 예             |
| 아스투리아스어          | 아니요   | 아니요   | 아니요   | 아니요   | 아니요   | 아니요        | 예             |
| 바스크어                | 아니요   | 예       | 예       | 예       | 예       | 예            | 예             |
| 벨라루스어              | 아니요   | 아니요   | 예       | 예       | 예       | 예            | 예             |
| 벵골어 (방글라데시)     | 아니요   | 아니요   | 아니요   | 아니요   | 예       | 예            | 예             |
| 브르타뉴어              | 아니요   | 아니요   | 아니요   | 아니요   | 아니요   | 예            | 예             |
| 불가리아어              | 아니요   | 예       | 예       | 예       | 예       | 예            | 예             |
| 카탈루냐어              | 아니요   | 예       | 예       | 예       | 예       | 예            | 예             |
| 중국어 (간체자)         | 아니요   | 예       | 예       | 예       | 예       | 예            | 예             |
| 중국어 (번체자)         | 아니요   | 아니요   | 예       | 예       | 예       | 예            | 예             |
| 크로아티아어            | 아니요   | 아니요   | 아니요   | 아니요   | 아니요   | 아니요        | 예             |
| 체코어                  | 아니요   | 예       | 예       | 예       | 예       | 예            | 예             |
| 덴마크어                | 아니요   | 예       | 예       | 예       | 예       | 예            | 예             |
| 네덜란드어              | 아니요   | 예       | 예       | 예       | 예       | 예            | 예             |
| 영어 (영국)             | 아니요   | 예       | 예       | 예       | 예       | 예            | 예             |
| 영어 (미국)             | 예       | 예       | 예       | 예       | 예       | 예            | 예             |
| 에스토니아어            | 아니요   | 아니요   | 아니요   | 예       | 예       | 예            | 예             |
| 핀란드어                | 아니요   | 예       | 예       | 예       | 예       | 예            | 예             |
| 프랑스어                | 아니요   | 예       | 예       | 예       | 예       | 예            | 예             |
| 프리지아어              | 아니요   | 아니요   | 아니요   | 예       | 예       | 예            | 예             |
| 갈리시아어              | 아니요   | 아니요   | 아니요   | 아니요   | 예       | 예            | 예             |
| 독일어                  | 아니요   | 예       | 예       | 예       | 예       | 예            | 예             |
| 그리스어                | 아니요   | 예       | 예       | 예       | 예       | 예            | 예             |
| 히브리어                | 아니요   | 예       | 예       | 예       | 예       | 예            | 예             |
| 헝가리어                | 아니요   | 예       | 예       | 예       | 예       | 예            | 예             |
| 아이슬란드어            | 아니요   | 아니요   | 아니요   | 예       | 예       | 예            | 예             |
| 인도네시아어            | 아니요   | 아니요   | 아니요   | 예       | 예       | 예            | 예             |
| 아일랜드어              | 아니요   | 예       | 예       | 예       | 예       | 예            | 예             |
| 이탈리아어              | 아니요   | 예       | 예       | 예       | 예       | 예            | 예             |
| 일본어                  | 아니요   | 예       | 예       | 예       | 예       | 예            | 예             |
| 한국어                  | 아니요   | 예       | 예       | 예       | 예       | 예            | 예             |
| 리투아니아어            | 아니요   | 예       | 예       | 예       | 예       | 예            | 예             |
| 마케도니아어            | 아니요   | 예       | 예       | 아니요   | 아니요   | 아니요        | 아니요         |
| 노르웨이어 (보크몰)     | 아니요   | 예       | 예       | 예       | 예       | 예            | 예             |
| 노르웨이어 (뉘노르스크) | 아니요   | 아니요   | 예       | 예       | 예       | 예            | 예             |
| 폴란드어                | 아니요   | 예       | 예       | 예       | 예       | 예            | 예             |
| 포르투갈어 (브라질)     | 아니요   | 예       | 예       | 예       | 예       | 예            | 예             |
| 포르투갈어 (유럽)       | 아니요   | 아니요   | 예       | 예       | 예       | 예            | 예             |
| 펀자브어                | 아니요   | 아니요   | 예       | 예       | 예       | 예            | 예             |
| 루마니아어              | 아니요   | 아니요   | 아니요   | 예       | 예       | 예            | 예             |
| 로만슈어                | 아니요   | 아니요   | 아니요   | 아니요   | 아니요   | 예            | 예             |
| 러시아어                | 아니요   | 예       | 예       | 예       | 예       | 예            | 예             |
| 스코틀랜드 게일어       | 아니요   | 아니요   | 아니요   | 아니요   | 예       | 예            | 예             |
| 세르비아어              | 아니요   | 아니요   | 아니요   | 아니요   | 예       | 예            | 예             |
| 싱할라어                | 아니요   | 아니요   | 아니요   | 예       | 예       | 예            | 예             |
| 슬로바키아어            | 아니요   | 아니요   | 예       | 예       | 예       | 예            | 예             |
| 슬로베니아어            | 아니요   | 예       | 예       | 예       | 예       | 예            | 예             |
| 스페인어 (아르헨티나)   | 아니요   | 예       | 예       | 예       | 예       | 예            | 예             |
| 스페인어 (스페인)       | 아니요   | 예       | 예       | 예       | 예       | 예            | 예             |
| 스웨덴어                | 아니요   | 예       | 예       | 예       | 예       | 예            | 예             |
| 타밀어 (스리랑카)       | 아니요   | 아니요   | 아니요   | 예       | 아니요   | 예            | 예             |
| 튀르키예어              | 아니요   | 예       | 예       | 예       | 예       | 예            | 예             |
| 우크라이나어            | 아니요   | 아니요   | 아니요   | 예       | 예       | 예            | 예             |
| 베트남어                | 아니요   | 아니요   | 아니요   | 예       | 예       | 예            | 예             |
| 전체                    | 1        | 30       | 35       | 46       | 49       | 50            | 53             |

## 모질라 파이어폭스 운영 체제
| Locale              | 1.0 2013 | 1.1 2013 | 1.2 2013 |
| ------------------- | -------- | -------- | -------- |
| 벵골어 (방글라데시) | 아니요   | 아니요   | 예       |
| 불가리아어          | 아니요   | 아니요   | 예       |
| 카탈루냐어          | 아니요   | 예       | 예       |
| 중국어 (간체자)     | 아니요   | 아니요   | 예       |
| 중국어 (번체자)     | 아니요   | 아니요   | 예       |
| 크로아티아어        | 예       | 예       | 예       |
| 체코어              | 예       | 예       | 예       |
| 네덜란드어          | 아니요   | 예       | 예       |
| 영어 (미국)         | 예       | 예       | 예       |
| 프랑스어            | 아니요   | 아니요   | 예       |
| 독일어              | 예       | 예       | 예       |
| 그리스어            | 아니요   | 예       | 예       |
| 헝가리어            | 예       | 예       | 예       |
| 이탈리아어          | 아니요   | 예       | 예       |
| 마케도니아어        | 아니요   | 아니요   | 예       |
| 폴란드어            | 예       | 예       | 예       |
| 포르투갈어 (브라질) | 예       | 예       | 예       |
| 루마니아어          | 예       | 예       | 예       |
| 러시아어            | 아니요   | 예       | 예       |
| 세르비아어          | 아니요   | 예       | 예       |
| 세르비아 라틴 문자  | 아니요   | 아니요   | 예       |
| 슬로바키아어        | 아니요   | 예       | 예       |
| 스페인어 (스페인)   | 예       | 예       | 예       |
| 튀르키예어          | 아니요   | 예       | 예       |
| 전체                | 9        | 17       | 24       |

## 웹 콘텐츠 및 법률 정보
모질라 웹 콘텐츠의 대부분은 지역화할 수 있으나, 지역화의 정도는 지역에 따라 다르다. 예를 들어 모질라 파이어 폭스 개인 정보 보호 정책은 현재 오직 영어로만 사용가능하다.